# 正受院
正受院（しょうじゅいん）は、東京都新宿区新宿二丁目にある浄土宗の寺院である。正式には明了山正受院願光寺という。本尊は阿弥陀如来。靖国通りに面し、成覚寺と隣接している。

## 由緒
文禄3年（1594年）、正受乘蓮和尚を開山として創建される。正受院の奪衣婆像は「綿のおばば」と呼ばれ、民衆の信仰を集めた。
幕末の会津藩主、松平容保が葬られた寺院でもあるが、後に会津若松市の松平家院内御廟へ改葬されたため、現在正受院には墓石も記念碑も残っていない。
毎年2月8日には、針仕事に用いた針への労いと、同時に裁縫の腕の上達を祈願する儀式である針供養大法要が行われる。当日には経を読み上げ、特大の豆腐に針を刺して供養するという光景が見られ、古い針を納めに来る参拝客などで賑わう。
針供養に関連したものとして、境内には昭和32年（1957年）建造の針塚と昭和38年（1963年）に造立された小見外次郎の胸像がある。

## 逸話
綿のおばば
正受院の奪衣婆像は、咳止めや子どもの虫封じに霊験ありとされ、お礼参りには綿を奉納する習慣があった。幕末には、奪衣婆像に関して「正受院に押し入った泥棒を霊力で捕らえた」「綿に燃え移った火を自ら消し止めた」といった噂が広まり、嘉永元年（1848年）の年末から翌年にかけては参詣客が正受院へ押し寄せる騒ぎとなった。歌川国芳などにより、綿をかぶった姿の奪衣婆を描いた錦絵が多数発行され、現存している。あまりに盛況であったため、寺社奉行により制限を受け、正月と7月16日以外の参詣が禁じられた。

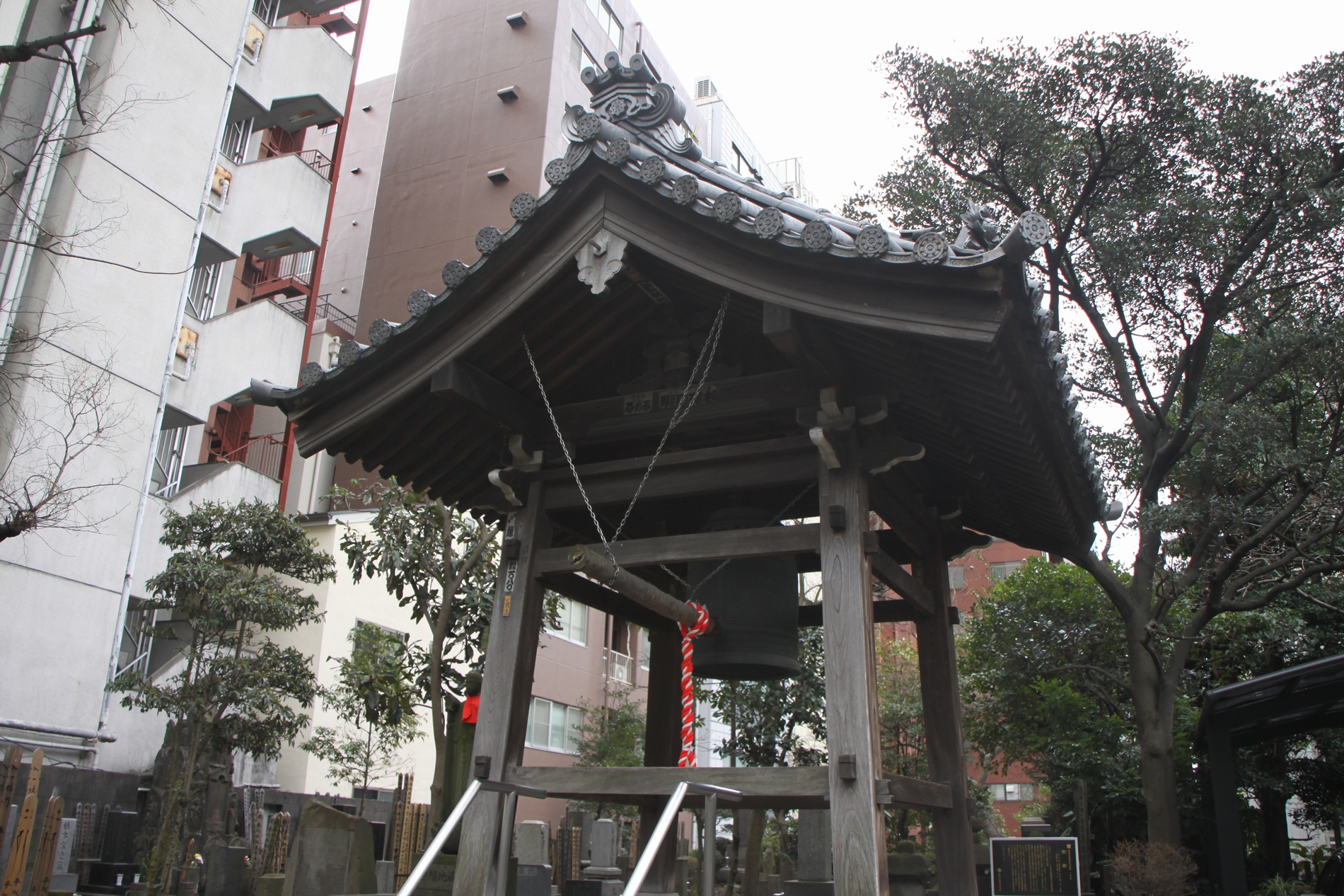
平和の鐘
正受院の梵鐘は、昭和17年（1942年）に太平洋戦争による金属供出のため失われたはずであった。しかし、戦後になってアメリカ合衆国のアイオワ州立大学内海軍特別訓練隊が所有していることが判明し、昭和37年（1962年）には正受院へ返還された。このため、正受院の梵鐘は「平和の鐘」と呼ばれており、現在でも大晦日には除夜の鐘を響かせている。

## 文化財
奪衣婆像 - 新宿区指定有形民俗文化財
小野篁製作との伝承を持つ奪衣婆像。「綿のおばば」と呼ばれ、頭から頭巾のように白い綿をかぶった姿で祭られている。現在では「子育て老婆尊」とも称される。
梵鐘 - 新宿区登録有形文化財（工芸品）
宝永8年（1711年）製作の銅造梵鐘。「平和の鐘」と呼ばれる。

## 交通
- 地下鉄丸ノ内線 新宿御苑前駅より徒歩5分
- 地下鉄丸ノ内線・都営新宿線 新宿三丁目駅より徒歩5分